# Myrsine balansae
Myrsine balansae är en viveväxtart som först beskrevs av Carl Christian Mez, och fick sitt nu gällande namn av M. Otegui. Myrsine balansae ingår i släktet Myrsine och familjen viveväxter. Inga underarter finns listade i Catalogue of Life.